# Zemné
Zemné é um município da Eslováquia, situado no distrito de Nové Zámky, na região de Nitra. Tem 26,34 km² de área e sua população em 2018 foi estimada em 2.152 habitantes.

## Demografia
| Ano:        | 1994 | 2004   | 2014   | 2024   |
| ----------- | ---- | ------ | ------ | ------ |
| Broj ljudi: | 2217 | 2211   | 2225   | 2112   |
| Razlika:    |      | -0,27% | +0,63% | -5,07% |

| Ano:               | 2023 | 2024   |
| ------------------ | ---- | ------ |
| Número de pessoas: | 2116 | 2112   |
| Diferença:         |      | -0,18% |